# ریمیکس دزدان دریایی کارائیب: پایان جهان
ریمیکس دزدان دریایی کارائیب: پایان جهان  یک آلبوم چندآهنگه است که در سال ۲۰۰۷ منتشر شد و دارای ریمیکس های پل اوکنفولد و دیگر دی جی های آهنگ "جک اسپارو" ساخته هانس زیمر برای فیلم دیزنی دزدان دریایی کارائیب: پایان جهان .

## فهرست آهنگ
1. "سوئیت جک" (میکس پل اوکنفولد) - ۶:۵۱
2. "سوئیت جک" (ویرایش رادیویی میکس پل اوکنفولد) - ۳:۳۸
3. "سوئیت جک" (میکس روش کریستال) - ۶:۰۴
4. " سوئیت جک " (ویرایش رادیویی میکس روش کریستال) - ۳:۴۷
5. "دزدان دریایی برای همیشه زندگی می کنند" (ریمیکس رایلند آلیسون) - ۵:۴۳

## لینک های خارجی
- وب سایت دزدان دریایی کارائیب